# Людвіг Чех
Людвіг Чех (чеськ. Ludwig Czech; нар. 14 лютого 1870, Львів — 20 серпня 1942, Терезієнштадт) — німецький правник та активіст німецької меншини в Чехословаччині, член Німецької соціал-демократичної робітничої партії в Чехословаччині. Міністр соціального забезпечення (1929—1934), міністр громадських робіт (1934—1935), міністр охорони здоров'я та фізичного виховання (1935—1938).

## Біографія
Народився у єврейській родині у Львові, за освітою був юристом. Закінчив Віденський університет, де зв'язався із соціалістичним рухом. Отримавши ступінь доктора права, повернувся до Брно, щоб пройти стажування у своєму місті, де також брав активну участь у структурах австрійської соціал-демократії. У 1906 році став членом міської ради Брно. Був редактором газети «Volksfreund» (Друг народу). У 1920 році очолив Німецьку соціал-демократичну робітничу партію в Чехословацькій Республіці (Deutsche sozialdemokratische Arbeiterpartei in der Checheslowakischen Republik, DSAP), виступаючи за тісну співпрацю з чеськими партіями та лояльність до Республіки. Був членом Палати депутатів Парламенту Чехії та заступником голови палати. У 1929 році обійняв посаду міністра соціального забезпечення, потім у 1934 році — міністра громадських робіт, а в 1935 році міністра охорони здоров'я. Він обіймав останню посаду до виходу DSAP з урядової коаліції в 1938 році.
Після включення Богемії та Моравії до Третього рейху в 1939 році він був переслідуваний, у 1942 році доставлений до концентраційного табору в Терезіні, де і помер.
Від його прізвища походять так звані Czechkarten (чеські картки), тобто талони на харчування для безробітних, які не належать до профспілок, завдяки яким вони могли б пережити рецесію.
У 1992 році був посмертно нагороджений Орденом Томаша Ґарріґа Масарика 4 ступеня.